# Роміна Лауріто
Роміна Лауріто  (італ. Romina Laurito, 4 травня 1987) — італійська гімнастка, олімпійська медалістка.

## Виступи на Олімпіадах
| Олімпіада   | Дисципліна | Місце |
| ----------- | ---------- | ----- |
| Лондон 2012 | групові    | 3     |